# Ла-Хувентуд (водохранилище)
Ла-Хувентуд (исп. Embalse La Juventud) — водохранилище на реке Сан-Диего в муниципалитете Лос-Паласьос провинции Пинар-дель-Рио Республики Куба.

## История
Строительство водохранилища на реке Сан-Диего началось в начале 1970-х годов, проходило при помощи советских и болгарских специалистов, в 1973 году оно было официально введено в эксплуатацию. В дальнейшем, построенное водохранилище объёмом 105 млн м³ стало одним из главных центров пресноводного рыбоводства в стране.